# OEC Taipei Ladies Open
L'OEC Taipei Ladies Open è un torneo professionistico di tennis giocato su campi in sintetico indoor. A partire dal 2012 fa parte dei WTA 125. Si gioca annualmente a Taipei in Taiwan. L'edizione del 2020 non si è disputata a causa della pandemia di COVID-19. Il trofeo per le vincitrici è una racchetta di cristallo.

## Albo d'oro

### Singolare
| Anno | Categoria                             | Campionessa                           | Finalista                             | Punteggio                             |
| ---- | ------------------------------------- | ------------------------------------- | ------------------------------------- | ------------------------------------- |
| 2008 | ITF $100,000                          | Jarmila Gajdošová                     | Corinna Dentoni                       | 4–6, 6–4, 6–1                         |
| 2009 | ITF $100,000                          | Chan Yung-jan                         | Ayumi Morita                          | 6–4, 2–6, 6–2                         |
| 2010 | ITF $100,000                          | Peng Shuai                            | Ayumi Morita                          | 6–1, 6–4                              |
| 2011 | ITF $100,000                          | Ayumi Morita                          | Kimiko Date Krumm                     | 6–2, 6–2                              |
| 2012 | WTA 125                               | Kristina Mladenovic                   | Chang Kai-chen                        | 6–4, 6–3                              |
| 2013 | WTA 125                               | Alison Van Uytvanck                   | Yanina Wickmayer                      | 6–4, 6–2                              |
| 2014 | WTA 125                               | Vitalija D'jačenko (1)                | Chan Yung-jan                         | 1–6, 6–2, 6–4                         |
| 2015 | WTA 125                               | Tímea Babos                           | Misaki Doi                            | 7–5, 6–3                              |
| 2016 | WTA 125                               | Evgenija Rodina                       | Chang Kai-chen                        | 6–4, 6–3                              |
| 2017 | WTA 125                               | Belinda Bencic                        | Arantxa Rus                           | 7–6(3), 6–1                           |
| 2018 | WTA 125                               | Luksika Kumkhum                       | Sabine Lisicki                        | 6–1, 6–3                              |
| 2019 | WTA 125                               | Vitalija D'jačenko (2)                | Tímea Babos                           | 6–3, 6–2                              |
| 2020 | Annullato per pandemia di Coronavirus | Annullato per pandemia di Coronavirus | Annullato per pandemia di Coronavirus | Annullato per pandemia di Coronavirus |

### Doppio
| Anno | Categoria                             | Campionesse                                | Finaliste                              | Punteggio                             |
| ---- | ------------------------------------- | ------------------------------------------ | -------------------------------------- | ------------------------------------- |
| 2008 | ITF $100,000                          | Chuang Chia-jung (1) Hsieh Su-wei          | Hsu Wen-hsin Hwang I-hsuan             | 6–3, 6–3                              |
| 2009 | ITF $100,000                          | Chan Yung-jan (1) Chuang Chia-jung (2)     | Yayuk Basuki Risa Zalameda             | 6–3, 3–6, [10–7]                      |
| 2010 | ITF $100,000                          | Chang Kai-chen Chuang Chia-jung (3)        | Hsieh Su-wei Sania Mirza               | 6–4, 6–2                              |
| 2011 | ITF $100,000                          | Chan Yung-jan (2) Zheng Jie                | Karolína Plíšková Kristýna Plíšková    | 7–6(5), 5–7, [10–5]                   |
| 2012 | WTA 125                               | Chan Hao-ching (1) Kristina Mladenovic     | Chang Kai-chen Vol'ha Havarcova        | 5–7, 6–2, [10–8]                      |
| 2013 | WTA 125                               | Caroline Garcia Jaroslava Švedova          | Anna-Lena Friedsam Alison Van Uytvanck | 6–3, 6–3                              |
| 2014 | WTA 125                               | Chan Hao-ching (2) Chan Yung-jan (3)       | Chang Kai-chen Chuang Chia-jung        | 6–4, 6–3                              |
| 2015 | WTA 125                               | Kanae Hisami Kotomi Takahata               | Marina Mel'nikova Elise Mertens        | 6–1, 6–2                              |
| 2016 | WTA 125                               | Natela Dzalamidze Veronika Kudermetova (1) | Chang Kai-chen Chuang Chia-jung        | 4–6, 6–3, [10–5]                      |
| 2017 | WTA 125                               | Veronika Kudermetova (2) Aryna Sabalenka   | Monique Adamczak Naomi Broady          | 2–6, 7–6(5), [10–6]                   |
| 2018 | WTA 125                               | Ankita Raina Karman Thandi                 | Ol'ga Dorošina Natela Dzalamidze       | 6–3, 5–7, [12–12] rit.                |
| 2019 | WTA 125                               | Lee Ya-hsuan Wu Fang-hsien                 | Dalila Jakupovič Danka Kovinić         | 4–6, 6–4, [10–7]                      |
| 2020 | Annullato per pandemia di Coronavirus | Annullato per pandemia di Coronavirus      | Annullato per pandemia di Coronavirus  | Annullato per pandemia di Coronavirus |